# アンリ・ゴーディエ＝ブルゼスカ

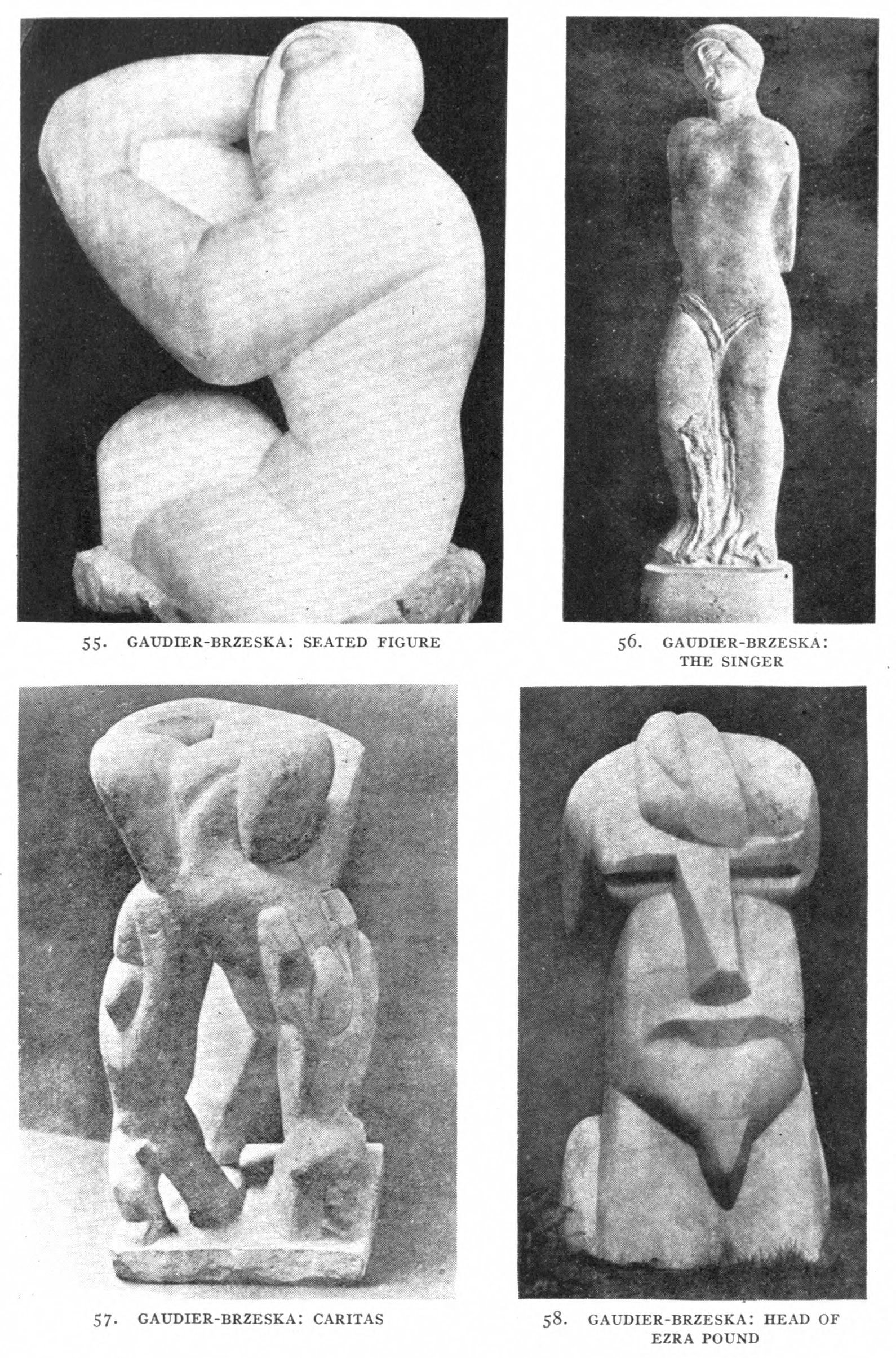
アンリ・ゴーディエ＝ブジェスカの彫刻作品

アンリ・ゴーディエ＝ブルゼスカ（Henri Gaudier-Brzeska、1891年10月4日 - 1915年6月5日,）は、フランスの彫刻家である。イギリスの前衛芸術家のグループ、「ヴォーティシズム」の創立メンバーであったが、第一次世界大戦で23歳で戦死した。

## 略歴
パリの南、ロワレ県のサン＝ジャン＝ド＝ブレイ(Saint-Jean-de-Braye)で大工の息子に生まれた。オルレアンの高等小学校(École primaire supérieure)で英語教師の目にとまり、イギリスに2年間、留学し、英語に堪能になった。ドイツを旅してフランスに戻り、出版社のアルマン・コラン(Armand Colin)で通訳として働き、パリで小説家志望のポーランド生まれの女性ソフィー・ブルゼスカ(Sophie Brzeska: 1872-1925)と恋愛するが、ソフィーが18歳年上であったこともあり、家族から結婚には反対され、2人はロンドンに移ることになった。ゴーディエ＝ブルゼスカの姓で活動したが、正式の結婚はしなかった。
パーシー・ウインダム・ルイス(1882-1957)やエズラ・パウンド(1885-1972)と知り合い、1913年または1914年に結成されたとされる芸術家グループ「ヴォーティシズム」の創立メンバーになった。
大英博物館やヴィクトリア・アンド・アルバート博物館で見た原始美術の彫刻からも影響を受けたとされる彫刻作品などを制作した。
第一次世界大戦が始まるとフランス陸軍に徴兵され、なんどか兵士として功労章を受けた後、1915年6月にパ＝ド＝カレー県のヌーヴィル＝サン＝ヴァ(Neuville-Saint-Vaast)で23歳で戦死した。
アンリ・ゴーディエ＝ブルゼスカが亡くなった後、パートナーのソフィーは精神を病み1925年に施設で亡くなった。イギリスの著作家、ジム・イード(Jim Ede: 1895-1990)はソフィーの残した著作やアンリとソフィーの間の手紙を元に1931年に「Savage Messiah（野蛮なメシア）」というアンリ・ゴーディエ＝ブルゼスカに関する著作を出版した。1972年に同名の「Savage Messiah（邦題例:狂えるメサイア）」という映画がケン・ラッセル監督によって製作された。

## 作品

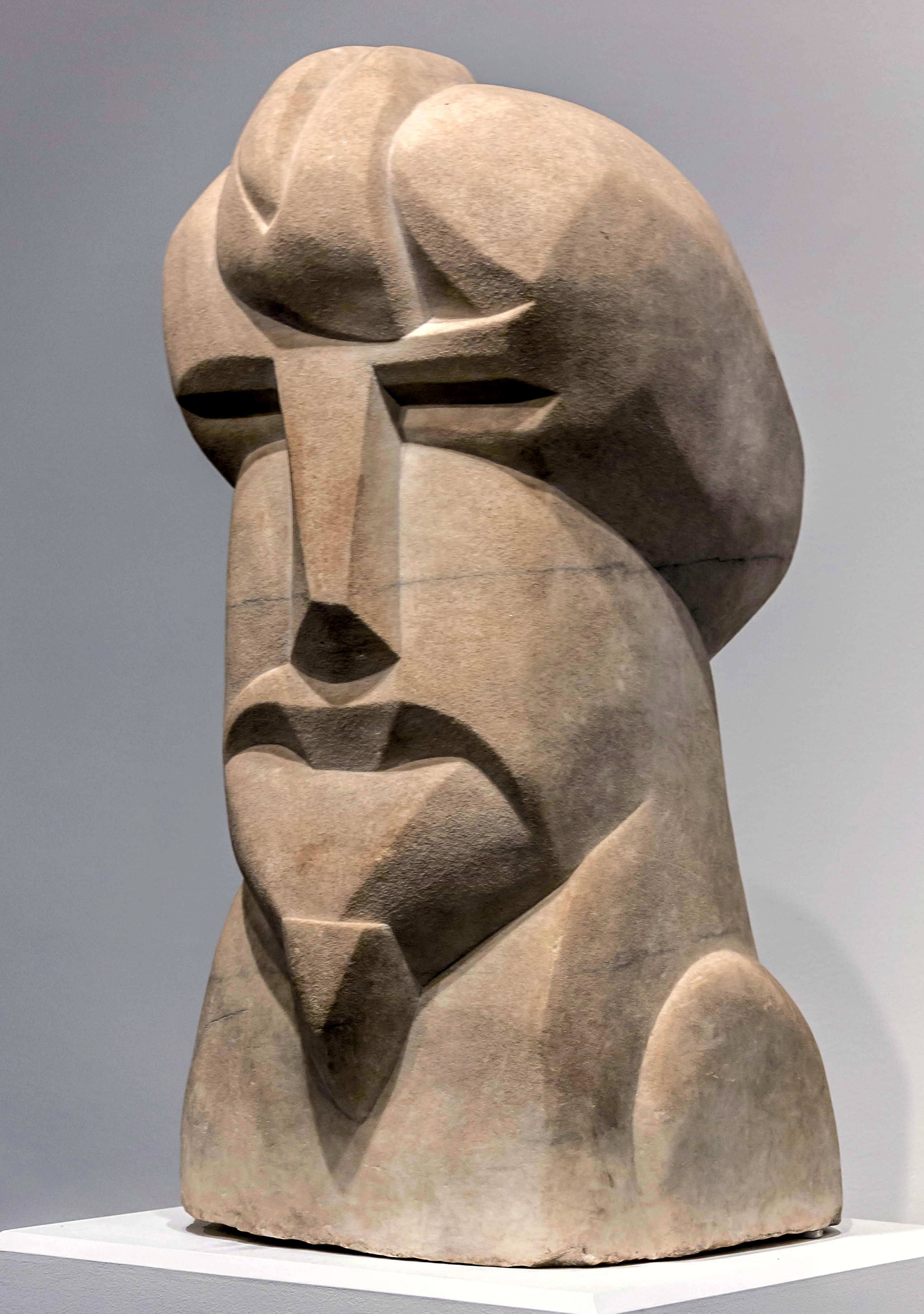
(彫刻)エズラ・パウンドの胸像
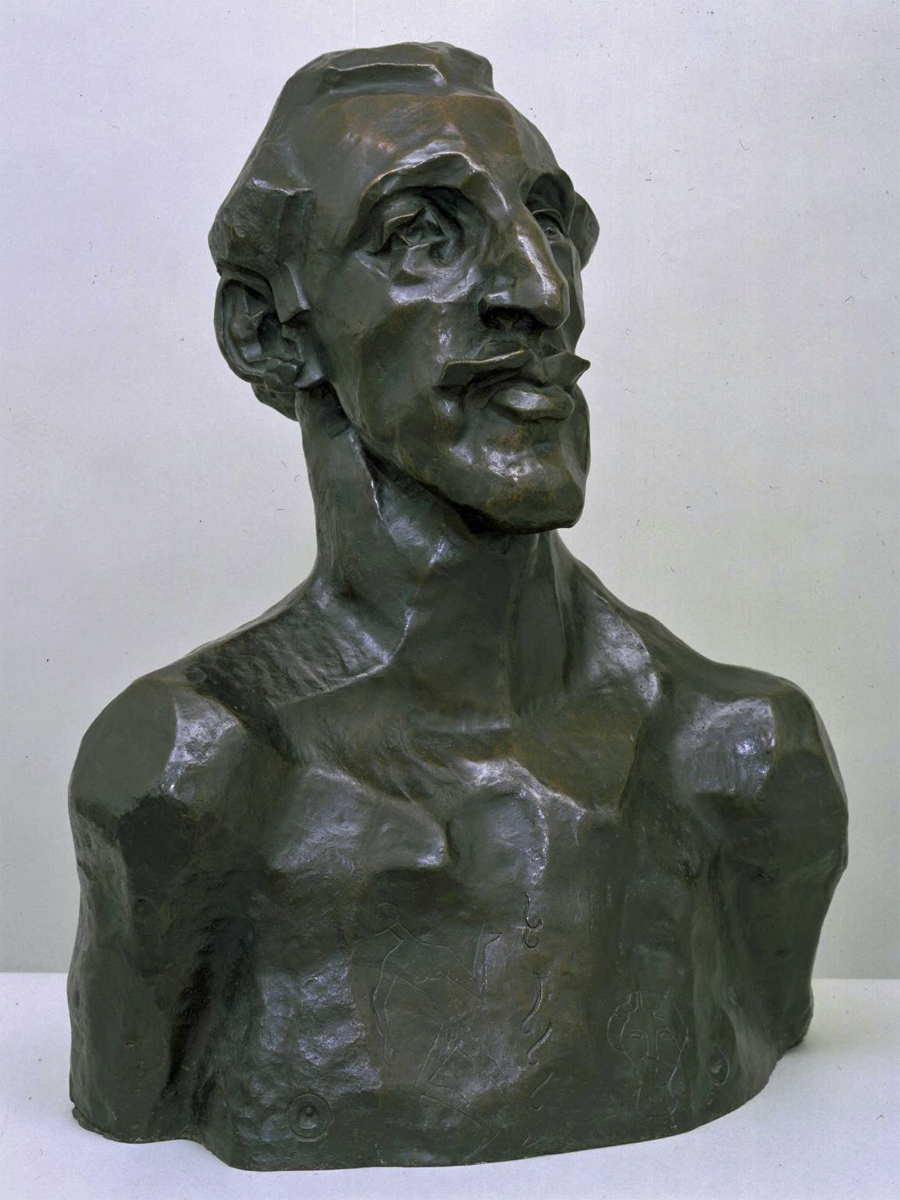
ホレイス・ブロツキーの胸像(1913)
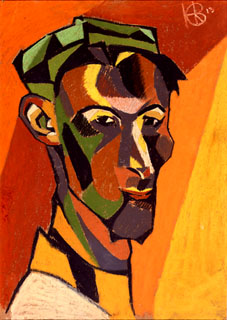
（パステル画)自画像 (1913)